# Ine Lamers
Ardina Gerarda Maria "Ine" Lamers (nascida no dia 15 de maio de 1954) é uma fotógrafa e artista de video-instalação holandesa, especializada em fotografia ilfocromática e impressão cromogénea em cores.
Nascida em Wijchen em Gelderland, Lamers recebeu a sua educação artística na AKI (agora AKI ArtEZ Academy for Art & Design Enschede, parte da Artez) de 1983 a 1987, e na Jan Van Eyck Academie em Maastricht de 1987 a 1989. Após se formar estabeleceu-se como artista independente em Roterdão em 1990. A partir de 1995 trabalhou no Instituto Piet Zwart e, no mesmo ano, recebeu o Prémio Hendrik Chabot.

## Publicações seleccionadas
- Lidwien van de Ven, Paul Ouwerkerk, Ine Lamers, Mels van Zutphen, Thomas Lenden, Jan van Eyck Akademie, 1987.
- Villa Constance: Geert van de Camp, Herman Lamers, Ine Lamers, Lidwien van de Ven, Museu Jan Cunen, 1994.
- Rostos e nomes: Ine Lamers, 1996.
- Ine Lamers, Elbrig de Groot. Ine Lamers. Distributed Art Pub Incorporated, 2002.

## Filmografia
- 2000 Conspiração Spray (dirigido por Ine Lamers, editor do filme Karl Riedl)
- 2002 1 ou 2 coisas que sei sobre Chisinau (dirigido por Ine Lamers, editor de filmes de Karl Riedl)
- 2004 Not She (dirigido por Ine Lamers, editor do filme Karl Riedl)